# Vila Gabriel Passos (Nanuque)
Vila Gabriel Passos é um distrito do município brasileiro de Nanuque, no interior do estado de Minas Gerais. Segundo o censo demográfico de 2022, realizado pelo Instituto Brasileiro de Geografia e Estatística (IBGE), sua população era de 1 439 habitantes e havia 562 domicílios particulares permanentes ocupados. Possui área de 248,53 km² conforme a Fundação João Pinheiro (FJP). Foi criado pela lei municipal nº 2.316 de 3 de janeiro de 2016.